# Eliazar Yajures
Eliazar Yajures – wenezuelski zapaśnik walczący w stylu wolnym. Czwarty i piąty na igrzyskach panamerykańskich w 1979. Srebrny medalista igrzysk boliwaryjskich w 1977 roku.